# Катериновка (Каховский район)
Катериновка (укр. Катеринівка) — село в Великолепетихской поселковой общине Каховского района Херсонской области Украины. В 2022 году, во время вторжения России на Украину, село было захвачено. На данный момент находится под оккупацией ВС РФ.
Население по переписи 2001 года составляло 574 человека. Почтовый индекс — 74520. Телефонный код — 5543. Код КОАТУУ — 6521281101.

## Местный совет
74520, Херсонская обл., Великолепетихский р-н, с. Катериновка